# 麥迪遜鎮區 (印地安納州艾倫縣)
麥迪遜鎮區（英語：Madison Township）是位於美國印地安納州艾倫縣的一個行政鎮區。

## 地方資料
根據2010年美國人口普查的數據，麥迪遜鎮區的面積為94.75平方千米，當中陸地面積為94.75平方千米，而水域面積為0.00平方千米。當地共有人口1771人，而人口密度為每平方千米18.69人。